# Cerknica
Cerknica (en allemand : Zirknitz ; en italien : Circonio) est une commune du sud de la Slovénie, située dans la région de la Carniole-Intérieure. C'est sur le territoire de cette commune que se trouve le lac intermittent de Cerknica et la grotte touristique de Krizna.

## Géographie

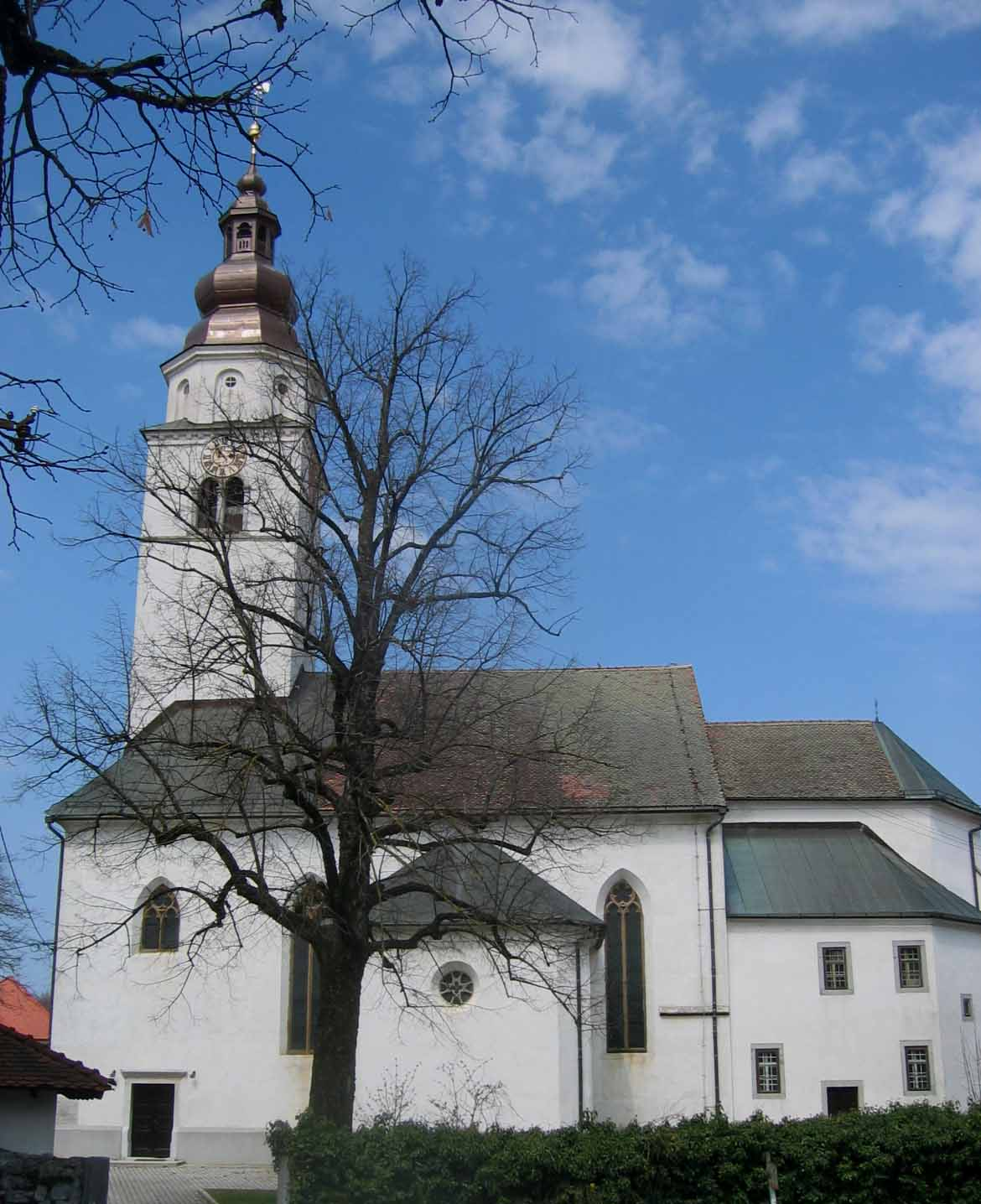
Église paroissiale.

Cerknica est située au sud de la Slovénie dans la région de la Carniole-Intérieure dans la partie septentrionale des Alpes dinariques (Carso). Elle est située à moins de 5 km au sud de Postojna. La commune a donné son nom au lac de Cerknica. Ce lac intermittent est le plus grand lac du pays en période de haute eau alors qu'en période sèche il est dépassé par le lac de Bohinj qui lui est un lac permanent.

### Villages
La commune est composée des villages de Beč, Bečaje, Begunje pri Cerknici, Bezuljak, Bločice, Bloška Polica, Brezje, Cajnarje, Cerknica, Čohovo, Dobec, Dolenja vas, Dolenje Jezero, Dolenje Otave, Gora, Gorenje Jezero, Gorenje Otave, Goričice, Grahovo, Hribljane, Hruškarje, Ivanje selo, Jeršiče, Korošče, Koščake, Kožljek, Kranjče, Kremenca, Krušče, Kržišče, Laze pri Gorenjem Jezeru, Lešnjake, Lipsenj, Mahneti, Martinjak, Milava, Osredek, Otok, Otonica, Pikovnik, Pirmane, Podskrajnik, Podslivnica, Ponikve, Rakek, Rakov Škocjan, Ravne, Reparje, Rudolfovo, Selšček, Slivice, Slugovo, Stražišče, Sveti Vid, Štrukljeva vas, Tavžlje, Topol pri Begunjah, Unec, Zahrib, Zala, Zelše, Zibovnik, Žerovnica et Župeno.

## Historique
Le domaine de Circhinitz, dans la marche de Carniole, est mentionné pour la première fois en 1040.
Jusqu'à la dissolution de l'Autriche-Hongrie à la fin de la Première Guerre mondiale, la ville faisait partie du district de Logatec (Loitsch) au sein du duché de Carniole.

## Démographie
La population de la commune a légèrement augmenté entre 1999 et 2021 avec environ 11 000 habitants.
Évolution démographique
| 1999   | 2000   | 2001   | 2002   | 2003   | 2004   | 2005   | 2006   | 2007   |
| ------ | ------ | ------ | ------ | ------ | ------ | ------ | ------ | ------ |
| 10 278 | 10 365 | 10 455 | 10 557 | 10 593 | 10 649 | 10 797 | 10 829 | 10 992 |
| 2008   | 2009   | 2010   | 2011   | 2012   | 2013   | 2014   | 2015   | 2016   |
| 11 112 | 11 013 | 11 181 | 11 226 | 11 333 | 11 268 | 11 293 | 11 387 | 11 402 |
| 2017   | 2018   | 2019   | 2020   | 2021   |        |        |        |        |
| 11 494 | 11 491 | 11 554 | 11 580 | 11 691 |        |        |        |        |

## Économie et tourisme
Les attractions touristiques de la région se composent du lac, des montagnes proches mais aussi de la grotte de Postojna et de la grotte de Krizna.